# Église Sainte-Agnès de Lac-Mégantic
Pour les articles homonymes, voir Église Sainte-Agnès.
L'église Sainte-Agnès de Lac-Mégantic est une église de confession catholique romaine située à Lac-Mégantic au Québec (Canada). Elle a été construite entre 1911 et 1913 selon les plans des architectes Joseph-Arthur Godin et Louis-Napoléon Audet. Elle a été citée immeuble patrimonial par la Ville de Lac-Mégantic en 2008.

## Histoire
Lors de l'arrivée des colons Canadiens français dans la région de Lac-Mégantic, deux villages se sont formés de part et d'autre de la rivière Chaudière, Agnès au sud et Mégantic au nord. Une chapelle catholique est construite à Agnès en 1883, dont l'avenir semble plus prometteur; les registres paroissiaux ouvrent en 1884. Desservi par voie de mission jusqu'en 1886, date de la nomination du premier curé résidant. Cependant l'arrivée du chemin de fer international de Saint-François et Mégantic et du chemin de fer Québec Central avantagea finalement Mégantic.
Les habitants de la rive gauche réclame la construction d'un lieu de culte. Le soubassement est construit entre 1899 et 1901 selon les plans de l'architecte Jean-Baptiste Verret, et les travaux sont réalisés par Boileau et frères et ensuite Joseph Goulet. On démoli la chapelle du côté d'Agnès et le soubassement sert lieu de culte en attendant la construction de l'église. L'évêque retarde néanmoins les travaux, le temps que la paroisse érigée canoniquement en 1901 améliore son état financier. Quatre ans plus tard, la paroisse fusionne avec celle de Mégantic pour former une ville, maintenant nommée Lac-Mégantic.
L'autorisation de construire l'église Sainte-Agnès est accordée en décembre 1910. Les plans de l'église sont conçus par les architectes Joseph-Arthur Godin et Louis-Napoléon Audet. Il s'agit de la seule collaboration connue entre les deux architectes en architecture religieuse. Les travaux sont sous la direction de l'entrepreneur Damase Vaillancourt qui débutent en 1911 pour s'achever deux ans plus tard. Alors que l'église est presque terminée, Godin modifie les plans pour qu'elle puisse accueillir un vaste vitrail à l'abside.

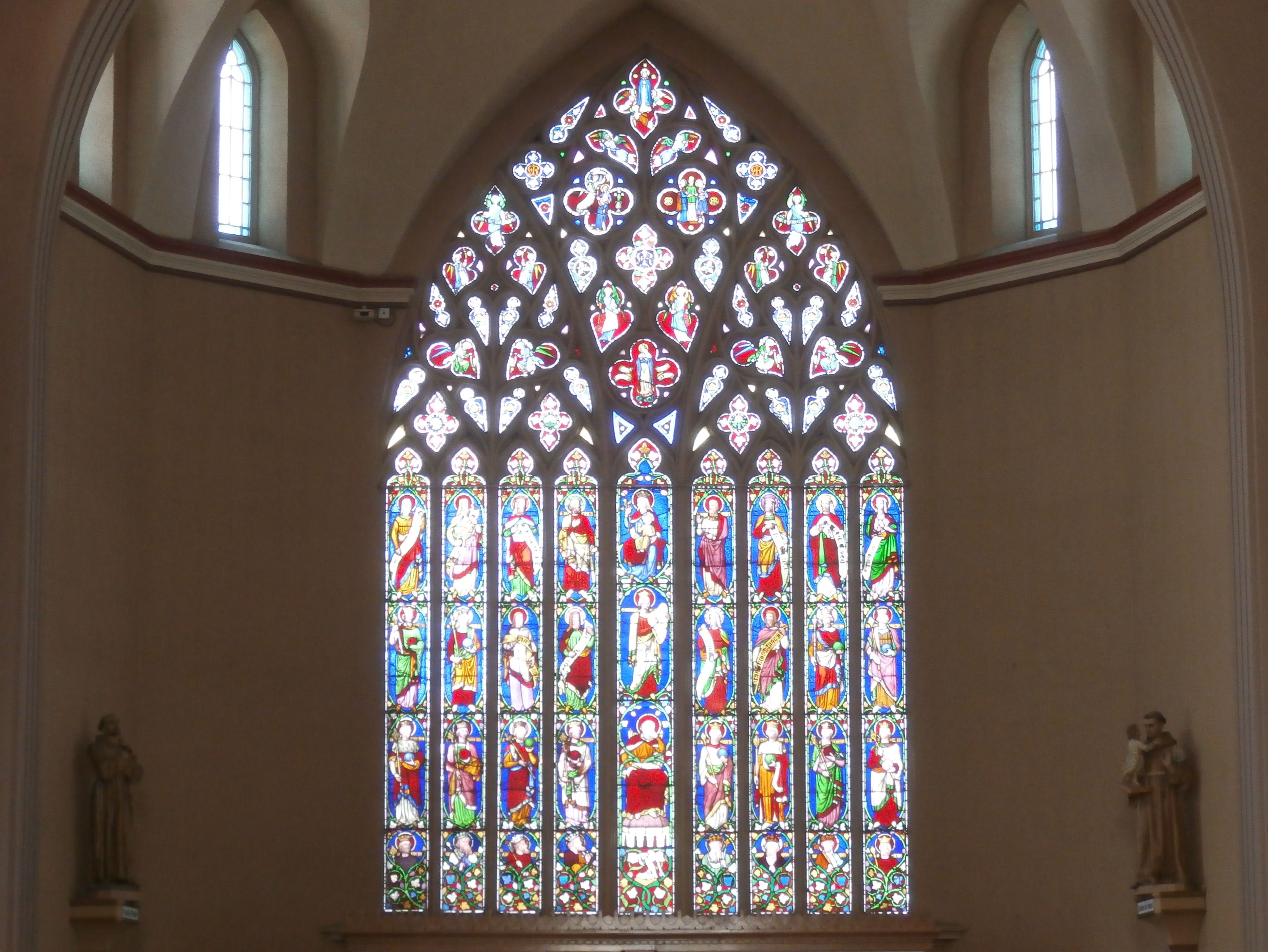
L'arbre de Jessé et scènes de la vie de la Vierge Marie (1849) de.

Cette verrière, nommée L'arbre de Jessé et scènes de la vie de la Vierge Marie a été conçue en 1849 par l'atelier de William Wailes (en), un des verriers les plus prolifiques de l'Angleterre du milieu du XIXe siècle. Elle avait été conçue à l'origine pour l'église de l'Immaculée-Conception (en) à Londres. En 1912, les Jésuites font remplacer la verrière originale, parce ternie par la pollution, par une nouvelle conçue par l'atelier John Hardman Trading Company de Birmingham. Le même atelier nettoie et restaure le vitrail. La même année un ancien paroissien de Compton offre au curé de la paroisse, Joseph-Eugène Choquette, la verrière de 1849. La façon dont ce paroissien a eu connaissance de la disponibilité de cette verrière demeure inconnue. Elle a été expédiée en pièces détachées avec un plan d'assemblage et une petite photographie comme référence. C'est Elzéar Dion fabrique les nouveaux remplages en bois et le vitrail est installé à son emplacement actuel en juillet 1913.
En 1946, un sacristie est construite selon les plans de l'architecte Alphonse Bélanger pour remplacer celle sous le chœur. En 1957, le décor est refait par Bélanger qui retire presque tous les éléments ornementaux appliqués, laissant une structure dépouillée. En 1988 d'importants travaux sont faits à la charpente, la toiture et la maçonnerie en brique. L'église est citée comme immeuble patrimonial le 15 décembre 2008 par la ville de Lac-Mégantic. Quant à la verrière, elle est classée comme objet patrimonial le 1er septembre 2017 par le ministère de la Culture et des Communications.

## Images

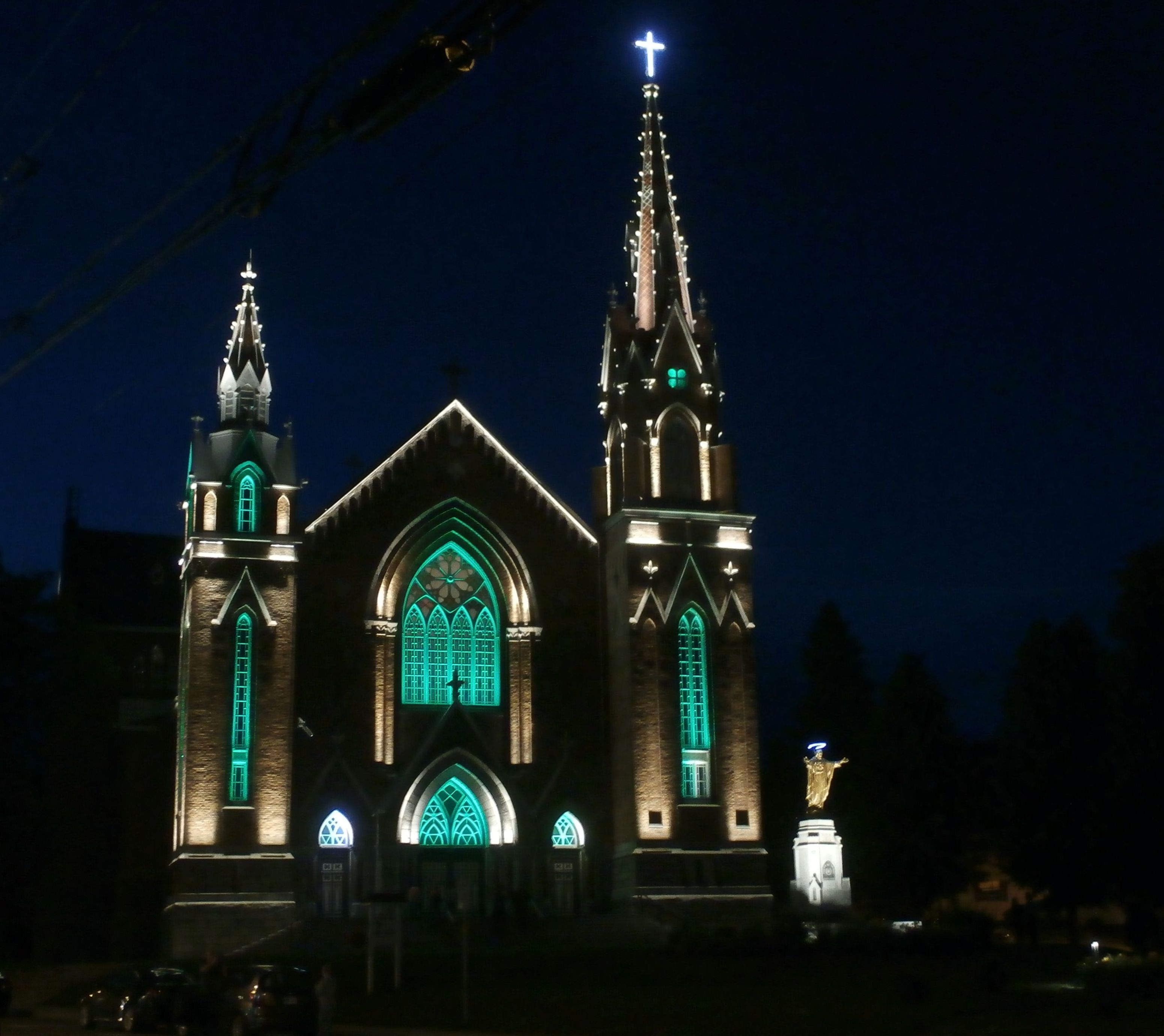
Église Sainte-Agnès de Lac-Mégantic avec la façade illuminée.
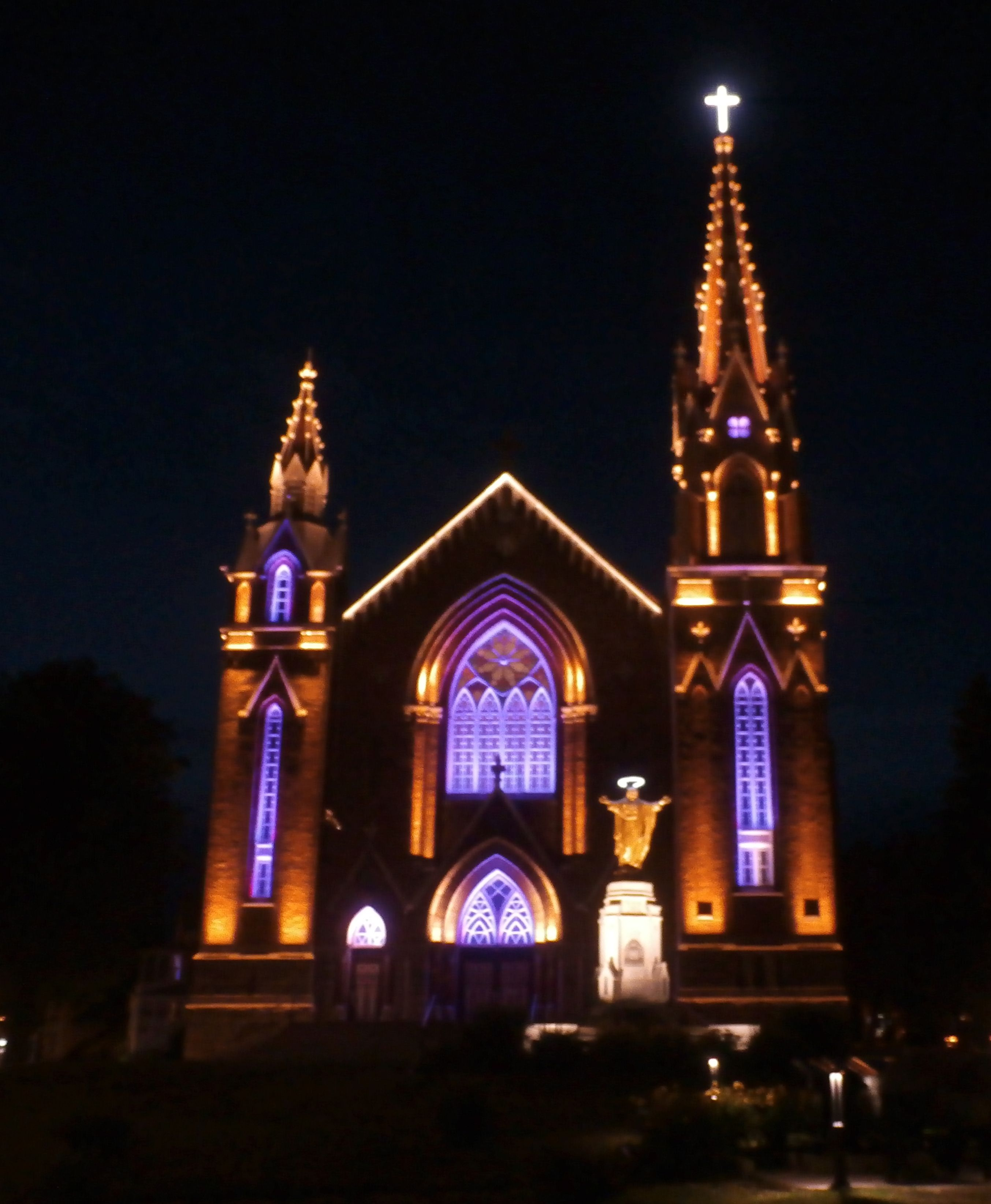
Illumination de couleur différentes.
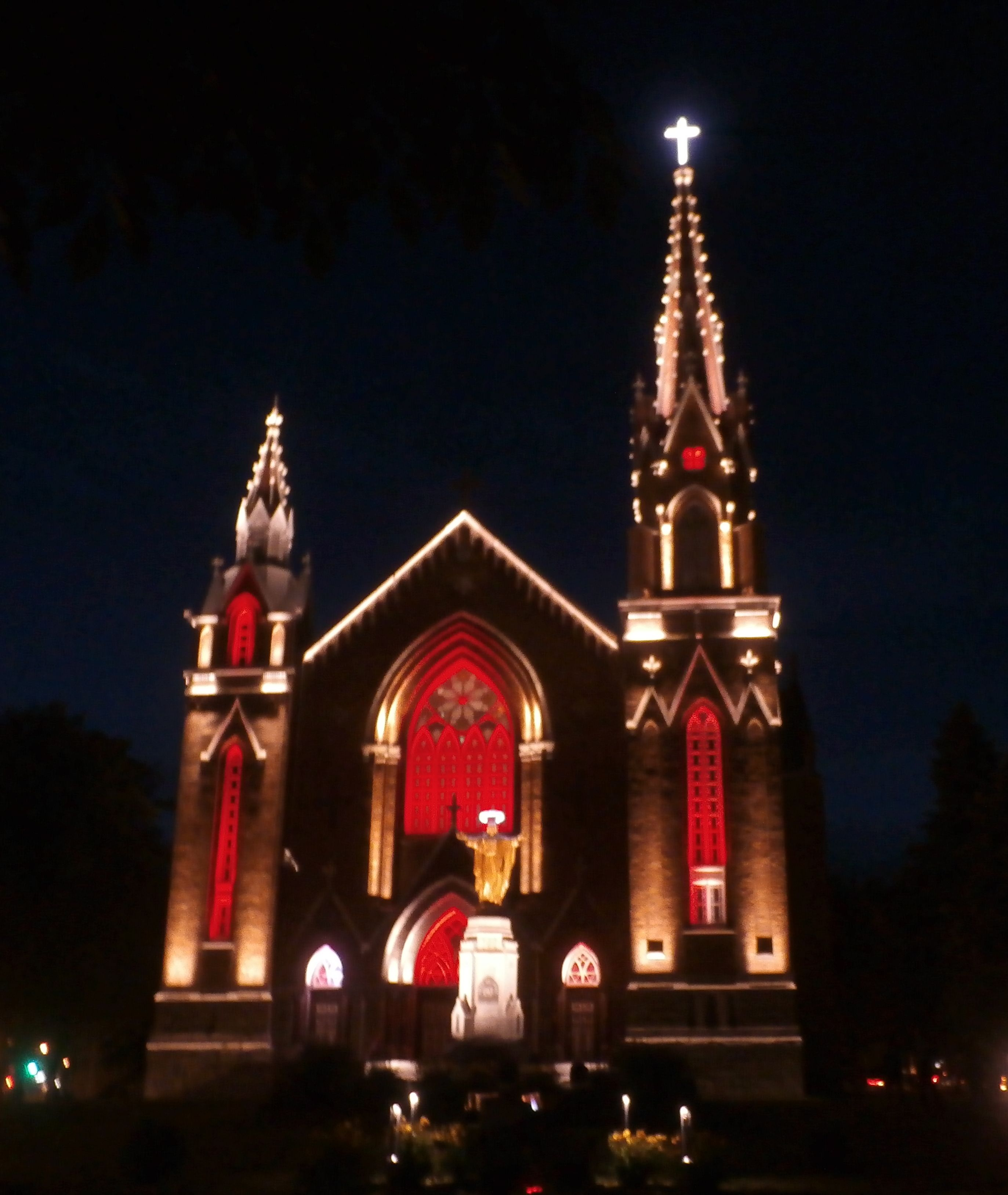
Autre Couleur.
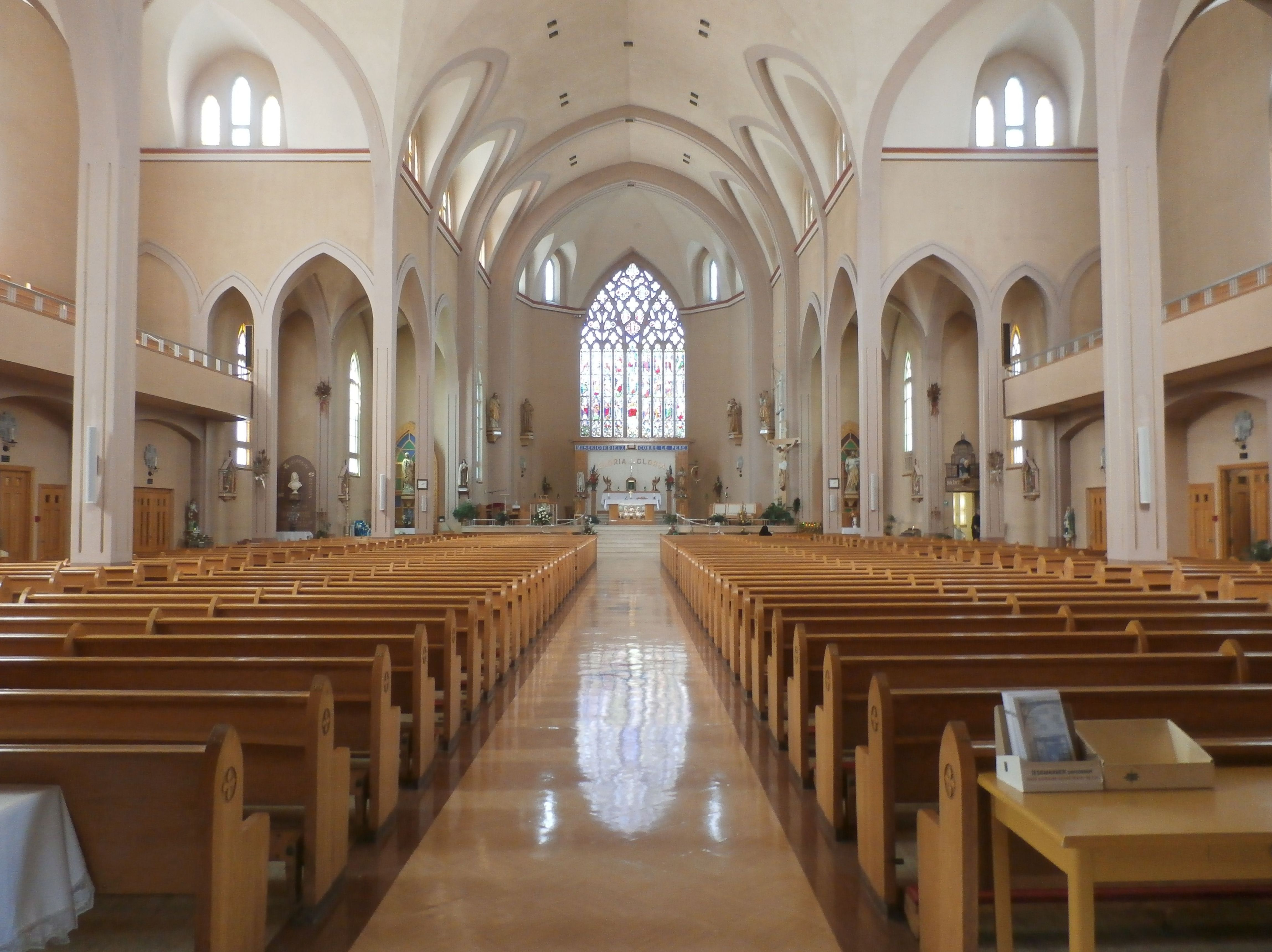
Intérieur de l'église.
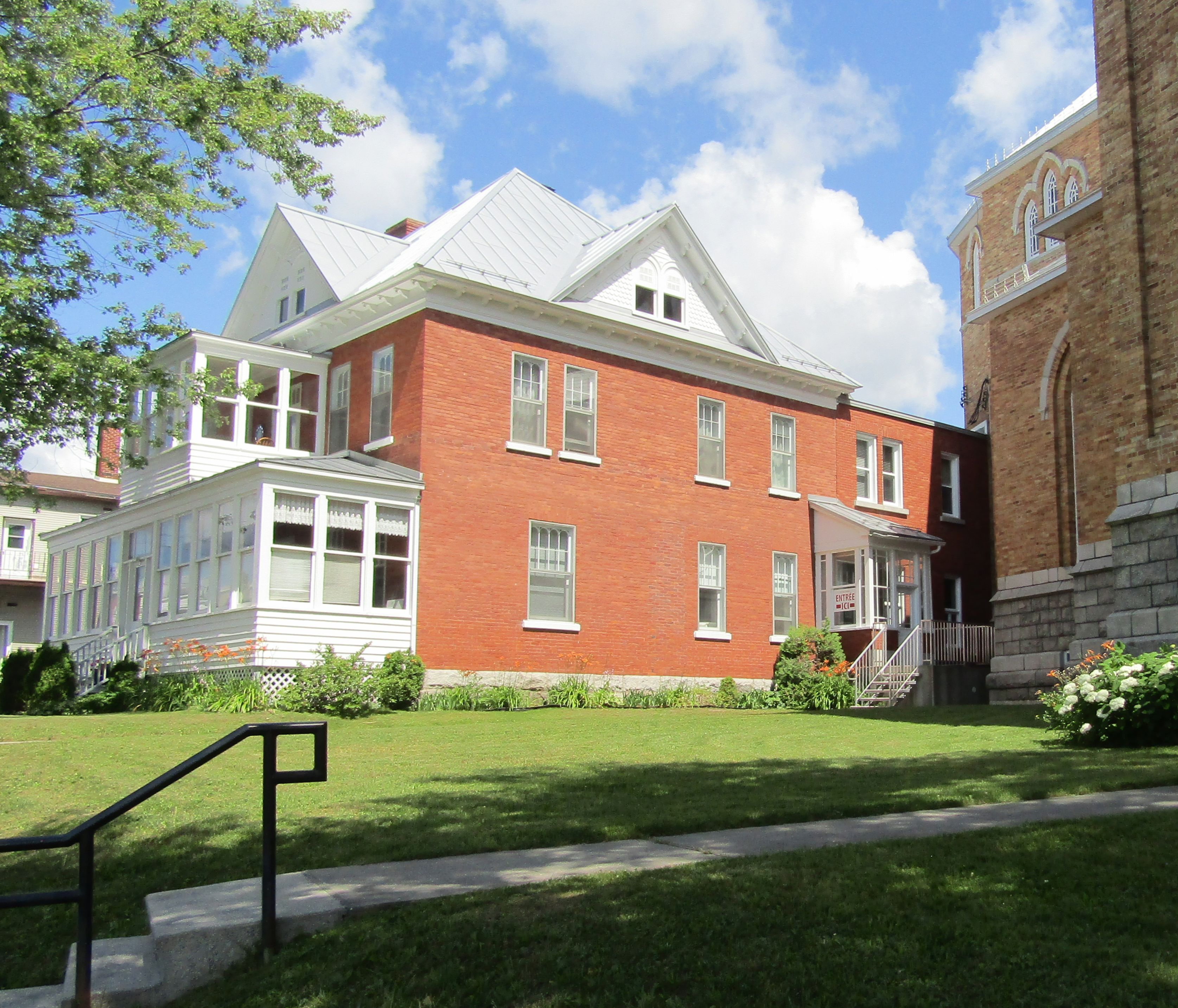
Presbytère.